# Monstro da Lagoa Negra

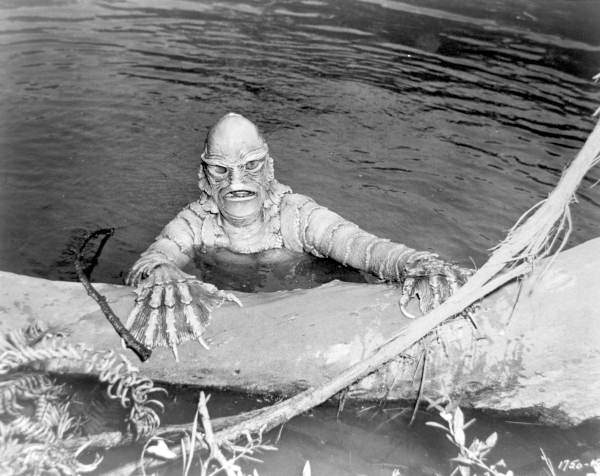
Monstro da Lagoa Negra

Monstro da Lagoa Negra é um personagem de cinema estadunidense surgido em filme preto e branco de 1954 chamado Creature from the Black Lagoon e lançado com efeitos 3-D, dirigido por Jack Arnold com roteiro de Harry Essex, Arthur A. Ross e Maurice Zimm, e que recebeu duas sequências: Revenge of the Creature (1955) e The Creature Walks Among Us (1956). O monstro é anfíbio e embora seu habitat natural seja aquático ele consegue respirar e caminhar na superfície. A aparência associa-o a uma espécie de homem-peixe, com pele escamosa, guelras e membranas como nadadeiras nas mãos e pés.
Ricou Browning é o Monstro nas cenas subaquáticas dos três filmes. Ben Chapman interpretou o Monstro em terra no primeiro filme. Tom Hennesy fez o mesmo no segundo e Don Megowan no terceiro. O Monstro da Lagoa Negra se tornou uma figura popular do cinema e aparece em diversas outras produções, inclusive uma participação na série The Munsters, no filme The Monster Squad e no musical de teatro Creature from the Black Lagoon- The Musical.

## Conceitos e aparência

### Original
O produtor William Alland participava de um jantar durante as filmagens de Citizen Kane, de Orson Welles (em que Alland interpretou o repórter Thompson), em 1941, quando o diretor de fotografia mexicano Gabriel Figueroa lhe contou sobre o mito de uma raça de meio peixe e criaturas meio humanas no rio Amazonas. Figueroa falou de um amigo dele que desapareceu na Amazônia enquanto filmava um documentário sobre uma população de peixes. Alland, em seguida, escreveu notas da história intituladas "The Sea Monster" dez anos depois.
Foram criadas várias caracterizações para a criatura. William Alland o visualizava como um "triste e bonito monstro". Pensou-se inicialmente em desenhá-lo com uma lustrosa pele de enguia, sem as muitas brânquias da versão final. O artista responsável pelo desenho que enfim foi aprovado foi da animadora de Walt Disney, Milicent Patrick, mas essa importância foi propositalmente obliterada pelo maquiador Bud Westmore que durante cinquenta anos recebeu exclusivamente os créditos pela concepção da criatura. A vestimenta do ator com a aparência do Monstro foi produzida em borracha esponjosa e custou 15 mil dolares.
As sequências subaquáticas foram filmadas em Wakulla Springs ao Norte da Flórida (hoje um parque estadual). Parte do filme foi rodado em Jacksonville, Flórida na margem sul do rio próximo a antiga Ponte Acosta. A roupa para os mergulhos do Monstro foi pintada de amarelo a fim de se obter maior visibilidade nas águas escuras. Havia uma mangueira de ar dentro da roupa, por onde se podia respirar.

### Refilmagem
Em outubro de 2005, Breck Eisner foi contratado para dirigir uma refilmagem de Creature from the Black Lagoon. Eisner gastou seis meses desenvolvendo a nova aparência do monstro trabalhando com Mark McCreery (Jurassic Park e designer de Davy Jones dos Pirates of the Caribbean). O diretor disse que o resultado foi fiel ao original mas modernizado. E que a criatura continuou simpática.

## Biologia
O Monstro da Lagoa Negra é anfíbio, capaz de respirar dentro e fora d'água. No primeiro filme ele se mostra vulnerável a rotenona, um composto químico usado como pesticida. Ele possui uma força bem superior à humana, característica diminuída no segundo e terceiro filmes. Suas mãos são grandes e com garras, além das membranas entre os dedos. A pele do Monstro é bastante resistente além de um fator de cura que lhe permite se recuperar de ferimentos que seriam fatais para qualquer homem, mesmo os causados por tiros. Foi dito no terceiro filme que o Monstro possui pulmões, ativados quando suas brânquias são machucadas. O Monstro demonstra sofrer de uma fotofobia, adquirida pela permanência em aguas escuras do seu habitat. 35% do sangue do Monstro é composto de glóbulos brancos.

## Biografia ficcional

### O Monstro dos filmes
Creature from the Black Lagoon
É o último sobrevivente de uma espécie de humanóides anfíbios que viveram na Era Devoniana. Habitava uma remota e desconhecida lagoa localizada numa parte inexplorada da Floresta Amazônica. A criatura aparentemente era conhecida dos nativos pois o capitão do barco Rita, usado pelos pesquisadores, menciona uma lenda local sobre os "homens-peixe".
Após serem encontrados restos fossilizados de outra criatura da mesma espécie, um instituto de biologia marinha financia uma expedição ao Amazonas para pesquisar por mais rastros. O Monstro reage violentamente a invasão dos seus domínios, ao mesmo tempo que desenvolve atração por Kay, a única mulher presente na viagem exploratória. Ele tenta repetidamente raptá-la e constrói um dique para impedir o barco de escapar, além de matar vários membros da expedição. A criatura leva Kay para seu lar submerso, mas um dos sobreviventes consegue salvar a garota e atingir e aparentemente matar o Monstro com vários tiros.
Revenge of the Creature
É revelado que o Monstro sobreviveu mas acaba capturado e levado para um Aquário na Flórida, onde é estudado por cientistas. É tentada uma comunicação com a criatura mas ela consegue escapar e se dirige para o oceano. Mas se atrasa ao raptar uma mulher estudante por quem nutria afeição. Ele novamente é ferido à bala mas consegue mergulhar e desaparecer no mar.
The Creature Walks Among Us
O Monstro sobrevive aos tiros mas é encontrado num rio da Flórida e acidentalmente é novamente ferido. Seus captores percebem que ele está a sufocar, com suas brânquias não funcionando mais. Os raios X mostram que o Monstro desenvolveu pulmões e então realizam uma traqueotomia para desobstruir a passagem do ar. Com isso o monstro começa a respirar como os animais da superfície. Ele é vestido com roupas e fica sob a custódia do Estado da Califórnia, que o mantém aprisionado por cercas elétricas. O Monstro uma vez mais consegue fugir para o oceano mas ali ele se afoga.
Refilmagem
O produtor Gary Ross disse em março de 2007 que a origem do Monstro será reformulada. Ele será um mutante resultado da poluição industrial causada na Amazônia por uma corporação farmacêutica.

## Literatura

### Romantização deCreature from the Black Lagoon
Em livro de 1977 de Carl Dreadstone que novelizou o filme, a origem da criatura é completamente alterada. O Monstro é um gigante hermafrodita e pesa cerca de 30 toneladas, quase tão grande quanto o barco Rita. Ele possui tanto sangue quente como frio e uma cauda que usa como um chicote. É apelidado pelos exploradores de "AA", sigla para "Anfíbio Avançado (ou Evoluído)". Após massacrar vários membros da expedição, destruir um helicóptero Sikorsky e raptar Kay uma vez mais, o Monstro é morto pelos membros de um navio-torpedeiro da Marinha Americana.

### Time's Black Lagoon
Nessa novela de autoria de Paul Di Filippo, o Monstro é descrito como descendente de uma espécie de alienígenas que chegaram à Terra durante a Era Devoniana, em uma gigantesca espaçonave chamada A Mãe. Os visitantes eram capazes de se comunicarem telepaticamente entre eles e com os humanos.
O Monstro da Lagoa Negra era um membro degenerado de sua espécie, descendente de um ser que explorava os fundos dos mares e foi contaminado por bactérias primitivas. Isso o tornou deformado e insano, contaminando outros com a doença até que só restaria um único sobrevivente, o exemplar que aparece no filme original.

## Cultura Popular
- A criatura aparece em um episódio da série de TV The Munsters, chamado de Tio Gilbert.
- O Monstro reaparece em The Monster Squad, sem demonstrar maior interesse pelas mulheres humanas como seus antecessores. Após quebrar os pescoços de vários policiais, o Monstro é morto a tiros de rifle disparado por Horace, o garoto gordo da equipe dos Monster Squad. A aparência do Monstro sofreu uma variação dada pelo artista Stan Winston, devido a problemas autorais para se usar a imagem original. A roupa foi vestida por Tom Woodruff Jr.. que depois trabalharia na série cinematográfica Alien.[7]
- Ao fazer A Forma da Água, Guillermo del Toro se baseou no filme "O Monstro da Lagoa Negra", ele sempre quis ver o monstro e a protagonista ficando juntos no final. Felizmente seu longa-metragem conseguiu dar ao diretor o final feliz que ele queria.
- A personagem Renato Alexandre do universo do Bruno Aleixo tem a sua aparência inspirada no Monstro da Lagoa Negra.